# Norra Posten
Norra Posten, NP, är en tidning som distribueras gratis till alla svenska hushåll i norra Svenska Österbotten i Finland. 
Tidningen utkommer i Jakobstad, Karleby, Kronoby, Larsmo, Nykarleby och Pedersöre.  
Norra Posten utkommer varje fredag i en upplaga om cirka 22 000 exemplar.